# Витяг із реєстру
Ви́тяг із реє́стру або довідка про (правовий) титул — письмовий документ, що видається реєстратором і підтверджує запис у реєстрі власників іменних цінних паперів щодо власника та іменних цінних паперів.
Ви́тяг із ЄДРПОУ  - Єдиного державного реєстру. Це документ, який надається держреєстратором підприємству на підставі запиту. Він містить основні дані про суб'єкта підприємницької діяльності та дозволяє здійснювати її. 
Виписка з реєстру — документ, що підтверджує запис у реєстрі власників іменних цінних паперів щодо зареєстрованих осіб та іменних цінних паперів, що обліковуються на їх особових рахунках.